# Xavier Espot Zamora
Xavier Espot Zamora (ur. 30 października 1979 w Escaldes-Engordany) – andorski polityk i prawnik, w latach 2012–2019 minister, od 2019 premier Andory.

## Życiorys

### Wykształcenie
Syn Xaviera Espot Miró, pełniącego m.in. funkcję ministra. Ukończył prawo na uczelni ESADE afiliowanej przy Universidad Ramon Llull w Barcelonie. Na tym samym uniwersytecie odbył też studia humanistyczne. Pracował w organach wymiaru sprawiedliwości Andory, odbył też staże w sądach w Tuluzie i Barcelonie.

### Działalność polityczna
W listopadzie 2011 premier Antoni Martí powierzył mu funkcję sekretarza stanu w resorcie sprawiedliwości i spraw wewnętrznych. W lipcu 2012 objął urząd ministra sprawiedliwości i spraw wewnętrznych, w styczniu 2016 przejął również odpowiedzialność za sprawy społeczne. Zakończył urzędowanie w marcu 2019. Ustąpił w związku z kampanią wyborczą, w trakcie której był liderem listy wyborczej Demokratów na rzecz Andory do Rady Generalnej. Po tych wyborach w maju 2019 został nowym premierem Andory. W 2023 ponownie uzyskał mandat poselski, stojąc na czele skupionej wokół jego formacji koalicji, która uzyskała bezwzględną większość w parlamencie. W maju 2023 ponownie zaprzysiężony na urząd premiera.

## Życie prywatne
Jest gejem, 11 września 2023 podczas wywiadu radiowego dokonał coming outu.

## Odznaczenia
- Komandor Legii Honorowej (Francja, 2025)[9]